# 白馬省
白馬省（高棉語發音：[kʰaet kaep]），簡稱白馬，是柬埔寨最小的省級政區，面積336平方公里，人口40280人。該省的高棉語名字意思是“馬鞍”。
白馬省位於柬埔寨南部，靠近越南，面臨泰國灣。原屬貢布省。1993年，白馬升格為直轄市。2008年12月22日，根據皇家法令，白馬市與丹那章厄县一起自貢布省析出，與拜林、西哈努克同時升格為的省級行政區。
白馬省首府位於白馬市，該市有一座白馬國家公園，為柬埔寨的旅遊景點。

## 政區
白馬轄領兩個政區：
- 丹那章厄县（ស្រុកដំណាក់ចង្អើរ）：是白馬的最大政區，被分為三個子政區。西部的Angkaol，中部的Ou Krasar，以及東部的磅德英語：。[5]
- 白馬市（ក្រុងកែប）：位於該省的中央位置，區內再分為兩個子政區──位於白馬半島東部的白馬分區（英語：Sangkat Kep）以及西部的波羅丹分區（英語：Sangkat Prey Thum）。[6]

## 地理

### 白馬群島
白馬半島向西南伸入白馬灣，白馬半島的東南方有一群由13座海島組成的迷你群島稱為白馬群島。
1. 兔島 (柬埔寨)（英语：Koh Tonsay）
2. Kok島
3. Matay島
4. Svay島 (កោះស្វាយ, 'Mango Island')
5. Kbal島 (កោះក្បាល, 'Head Island')
6. Hal Trey島(កោះហាលត្រី)
7. Svay Prey島 (កោះស្វាយព្រៃ)
8. Sarang島(កោះសារ៉ាង)
9. Pou島 (កោះពោធិ, 'Enlightening Island')
10. Makprang島 (កោះម៉ាកប្រាង)
11. Angrong島 (កោះអង្គ្រង, 'Thorny Tree Islet')
12. Seh島 (កោះអាចម៍សេះ, 'Horse Island')
13. Sngout島 (កោះស្ងួត)[7]

#### 兔島

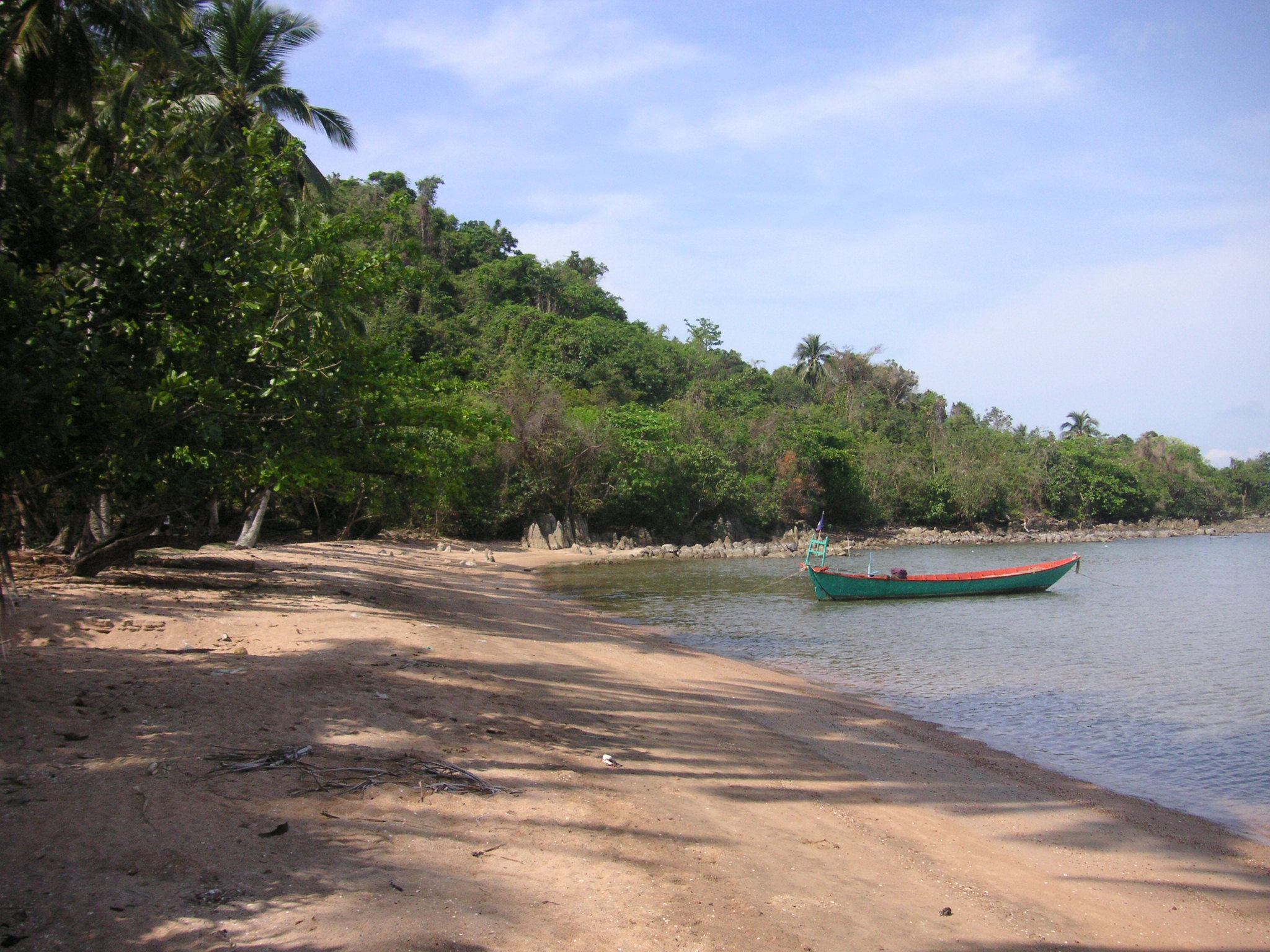
兔島的海灘

兔島位於白馬市的西南方約4.5公里。兔島海岸的沙灘是吸引觀光客的賣點，而海底形形色色的珊瑚及海生動植物吸引動物學家及研究者造訪。
兔島之名源於Rumsay。

## 歷史
白馬在法屬殖民時期屬於貢布轄區（法語：Circonscription Résidentielle de Kampot），並發展成為柬埔寨一座頗負盛名的濱海城鎮。白馬1908年設立，名為Kep-Sur-Mer，它是法國和柬埔寨的上流人士的渡假勝地，作為渡假地直到1970年代。
在法屬殖民期之後的1953年至1970年間建造的白馬現代風格村落，建築師旺莫利萬及盧班漢體現了柬埔寨的現代主義建築的黃金時代，它是一種揉合多種元素的運動，包含高棉傳統建築元素。

## 外部連結
- VisitKep.com
- Kep-Cambodia.com （页面存档备份，存于）